# Muzej na prostem
Muzej na prostem je posebna oblika muzeja, ki jo lahko imenujemo tudi etnopark, ekomuzej in zlasti v strokovnih krogih skansen.

## Razvoj muzeja
Začetek tovrstnih muzejev sega v leto 1891, ko je Artur Hazelius prestavil na polotok Djurgarden v Stockholmu več lesenih stavb z južne Švedske in jih združil v muzejsko naselje, ki je dobilo ime po tamkajšnjem ledinskem imenu Skansen. Zamisel o izgradnji muzejev na prostem se je iz Švedske hitro razširila po Skandinaviji, kasneje pa v druga področja Evrope in ostalega Sveta. Že v prvi polovici 20. stoletja je bilo v Evropi odprtih sledeče število tovrstnih muzejev; Norveška 27, Švedska 24, Finska 32, Danska 7, Nemčija 2. Po drugi svetovni vojni pa so se tovrstni muzeji odpirali tudi drugod po Evropi, največjo popularnost pa so doživeli v severni Ameriki. Z veliko zamudo in muko jih sedaj odpiramo tudi v Sloveniji. Tovrstni muzeji so zelo različni, tako po velikosti kot po vsebinski usmeritvi.

## Muzeji na prostem v naši soseščini
Nam najbližji je Gospa sveta pri Celovcu, nato Stuebing pri Gradcu, Weinvirtler v Niedersultzu v Avstriji, Zalaegerszeg na Madžarskem ter Staro selo v Kumrovcu na Hrvaškem. V Mediteranskem področju takšnih muzejev nimajo. Celotno Sredozemlje ne premore niti enega.

## Kdaj je potreben takšen muzej
Kadar gradbeništvo posega po vse večjih površinah podeželja in uničuje njegovo strukturo in kulturo, včasih je to bila industrija, danes so to satelitska naselja okoli večjih mest. Tako izginja kulturna identiteta krajev, šege in običaji ter stara bivalna kultura. Določene vredne objekte je zato treba demontirati in ponovno sestaviti z vsemi vsebinami v muzeju na prostem.